# 搖滾火箭Rocket Games
搖滾火箭Rocket Games，簡稱搖滾火箭，是雷爵網絡科技旗下手機遊戲平台，於2017年7月成立，並於2017年中國國際數碼互動娛樂展覽會ChinaJoy首次對外公布形象，未來將會在上面推出全新的手遊作品，與雷爵本身發行的作品做出區隔。

## 品牌歷史
- 2012年，引進代理手機遊戲產品《啾比牧場》、《瘋狂城堡》、《軍臨城下》、《龍威》。
- 2013年，推出自製手機遊戲《眾神錄》、《勇者跑跳碰》、《英雄封印》。引進代理手機遊戲產品《爭凰傳》、《海吧王》、《水滸英雄》、《永生門》。
- 2014年，推出自製手機遊戲《搖滾殭屍》、《Chicken Scramble》。
- 2017年7月，雷爵網絡成立手遊品牌「搖滾火箭Rocket Games」。
- 2017年11月，發佈代理《九陰九陽》產品新聞稿。[3]

## 遊戲產品列表
- 《九陰九陽》(2017.12~)遊戲官網

## 外部連結
- 官方网站
- 搖滾火箭Rocket Games 官方FB粉絲團（繁體中文）